# غران بريمو دي لوغانو 2018
غران بريمو دي لوغانو 2018 (بالفرنسية: Grand Prix de Lugano 2018)‏ هو سباق دراجات هوائية، وهو الموسم رقم 72 من السباق، وأقيم في 3 يونيو 2018، وامتدّ لمسافة 185.6 كيلومتر، وهو أحد سباقات طواف أوروبا للدراجات 2018، وهو من نوع سباق يوم واحد، وهو من نوع سباق الدراجات، وقد شارك في السباق 136 متسابقاً ووصل إلى نهايته 29 متسابقاً.
فاز فيه بالمركز الأول هيرمان بيرنشتاينر، وبالمركز الثاني كريستيان سباراغلي، وبالمركز الثالث إنريكو جاسباروتو.

## الفرق
| فرق عالمية (2)- Bahrain-Merida - UAE Team Emirates فرق قارية محترفة (6)- أندروني جوكاتولي-سيدرمك 2018 ‏ - Bardiani CSF - غازبروم روسفيلو ‏ - نيبو-فيني فانتيني-يوربا أوفيني 2018 ‏ - ويلير تريستينا-سيل إيطاليا 2018 ‏ - Israel Cycling Academy فرق قارية (9)- إيولو كوميت ‏ - MG.K vis Colors for Peace ‏ - D'Amico–UM Tools ‏ - أموري وفيتا - برودير ‏ - تيم دونر أكون ‏ - Sauerland NRW-SKS Germany ‏ - Biesse–Carrera ‏ - Team Illuminate (men's team) ‏ - Kamen Pazin ‏ |  |
| |  |

## التصنيف العام النهائي
| التصنيف العام | التصنيف العام     | التصنيف العام | التصنيف العام               | التصنيف العام     |        |
| الدراج        | الدراج            | البلد         | الفريق                      | الوقت             | السرعة |
| ------------- | ----------------- | ------------- | --------------------------- | ----------------- | ------ |
| 1.            | هيرمان بيرنشتاينر | النمسا        | البحرين ميريدا              | 4 س 53 دقيقة 05 ث |        |
| 2.            | كريستيان سباراغلي | إيطاليا       | Israel Cycling Academy      | + 32 ث            |        |
| 3.            | إنريكو جاسباروتو  | إيطاليا       | البحرين ميريدا              | + 1 دقيقة 33 ث    |        |
| 4.            | دييغو يليسي       | إيطاليا       | فريق الإمارات               | + 1 دقيقة 40 ث    |        |
| 5.            | جيوفاني فيسكونتي  | إيطاليا       | البحرين ميريدا              | + 1 دقيقة 40 ث    |        |
| 6.            | دومينيكو بوزوفيفو | إيطاليا       | البحرين ميريدا              | + 1 دقيقة 40 ث    |        |
| 7.            | جوليو سيكوني      | إيطاليا       | Bardiani CSF                | + 1 دقيقة 57 ث    |        |
| 8.            | أنطونيو نيبالي    | إيطاليا       | البحرين ميريدا              | + 2 دقيقة 43 ث    |        |
| 9.            | أندريا فيندرام    | إيطاليا       | Androni Giocattoli-Sidermec | + 2 دقيقة 43 ث    |        |
| 10.           | Michele Gazzara ‏  | إيطاليا       | Sangemini-MG.Kvis-Vega      | + 3 دقيقة 11 ث    |        |

## وصلات خارجية
- الموقع الرسمي
- لمحة عن سباق غران بريمو دي لوغانو 2018 على موقع  ProCyclingStats   (برو  سايكلنج  ستاتس) - إحصاءات  محترفي  الدراجات.
- غران بريمو دي لوغانو 2018 على موقع إحصائيات الدراجات الإحترافية (الإنجليزية)